# Leon Hart
Leon Joseph Hart (Pittsburgh, 2 novembre 1928 – South Bend, 24 settembre 2002) è stato un giocatore di football americano statunitense che ha giocato nel ruolo di end per tutta la carriera con i Detroit Lions della National Football League (NFL). Fu la prima scelta assoluta del Draft NFL 1950 da parte dei Lions. Al college giocò a football all'Università di Notre Dame vincendo l'Heisman Trophy, il massimo riconoscimento individuale a livello universitario.

## Carriera professionistica
Hart fu scelto dai Detroit Lions come primo assoluto nel Draft NFL 1950. Con essi disputò tutte le proprie otto stagioni da professionista vincendo tre campionati NFL (1952, 1953, 1957) e venendo convocato per il Pro Bowl del 1951.
Hart è l'unico lineman ad aver vinto tre titoli nazionali sia al college che da professionista e uno dei soli due ad aver vinto l'Heisman Trophy. Inoltre rimase l'unico giocatore ad aver vinto l'Heisman Trophy, il campionato NCAA ed essere scelto come primo assoluto tutto nello stesso anno, fino a quando non vi riuscì anche Cam Newton nel 2011.

## Palmarès
- (3) Campione NFL (1952, 1953, 1957)
- (1) Pro Bowl (1951)
- Heisman Trophy (1949)
- Maxwell Award (1949)
- Atleta maschile dell'anno dell'Associated Press (1949)
- College Football Hall of Fame

## Statistiche
| Yard su ricezione      | 2.499 |
| Touchdown su ricezione | 26    |
| Yard su corsa          | 612   |
| Touchdown su corsa     | 5     |